# Le Secret de l'étoile du nord
Pour plus de détails, voir Fiche technique et Distribution.
Le Secret de l'étoile du nord (Reisen til julestjernen en version originale) est un film fantastique norvégien réalisé par Nils Gaup et sorti en 2012.
Il est l'adaptation d'une pièce de théâtre écrite par le dramaturge norvégien Sverre Brandt en 1924 et déjà portée au cinéma en 1976 par le réalisateur Ola Solum .

## Synopsis
Sonia est une jeune orpheline qui décide de partir à la recherche de l'étoile du Nord, afin de mettre fin à la malédiction qui a séparé le souverain de sa fille à laquelle il a porté toute son affection. C'est le commencement d'un périple épique qu'elle va mener au péril de sa vie.

## Fiche technique
- Titre : Le Secret de l'étoile du nord
- Titre original : Reisen til julestjernen
- Réalisation : Nils Gaup
- Scénario : Kamilla Krogsveen
- Musique : Johan Halvorsen
- Photographie : Nicolaysen Odd Reinhardt
- Montage : Per-Erik Eriksen
- Producteur : Sigurd Mikal Karoliussen et Jan Eirik Langoen
  - Producteur exécutif : Pavel Muller
  - Producteur délégué : Lasse Greve Alsos et Jørgen Storm Rosenberg
- Production : Moskus Film
- Distribution : Condor et KMBO
- Production exécutive : Lasse Greve Alsos et Jørgen Storm Rosenberg
- Sociétés de production : Film Fund FUZZ, Moskus Film et Storm Rosenberg
- Société(s) de distribution : KMBO, Polyband, Walt Disney Company Nordic, Albatros Film, MTVA et Vertical Entertainment
- Budget : 5 000 000 $
- Pays d'origine :  Norvège
- Langue originale : Norvège
- Durée : 82 minutes
- Genre : fantastique, aventure
- Dates de sortie :
  -  Norvège : 9 novembre 2012
  -  Allemagne : 14 novembre 2013
  -  France : 11 décembre 2013

## Distribution
- Vilde Zeiner : Sonja
- Anders Baasmo Christiansen : le roi
- Agnes Kittelsen : Melssahya la sorcière
- Stig Werner Moe : le comte Uldrich
- Eilif Hellum Noraker : Mose
- Kristin Zachariassen : Mose's Mor
- Andreas Cappelen : Mose's Far
- Knut Walle : le lutin de Noël
- Sofie Asplin : Kristen, la fille de la sorcière Melssahya
- Jakob Oftebro : Ole
- Evy Kasseth Røsten : Petrine
- Jarl E. Goli : Strjernetyderen
- Brit Elisabeth Haagensli : Mère du voleur
- Vera Rudi : Helga

## Accueil

### Accueil critique
En France, le site Allociné propose une note moyenne de 2,5⁄5 à partir de l'interprétation de critiques provenant de 11 titres de presse.